# Äskerï-teñiz küşteri
Le Forze Navali della Repubblica del Kazakistan (in kazako Qazaqstan Respublikasynyñ Äskeri-teñız küşterı), rappresentano la componente navale delle forze armate dello Stato centroasiatico del Kazakistan.
Benché sia il più esteso Stato senza sbocco al mare del mondo, il Kazakistan creò a partire dal 1993 una piccola forza navale per il presidio della linea costiera affacciata sul bacino interno del Mar Caspio. La Marina kazaka è la componente più piccola e meno importante delle forze armate nazionali (Qazaqstan Respwblïkası Qarwlı Küşteri), ed è equipaggiata principalmente di unità leggere adatte all'impiego costiero.

## Storia

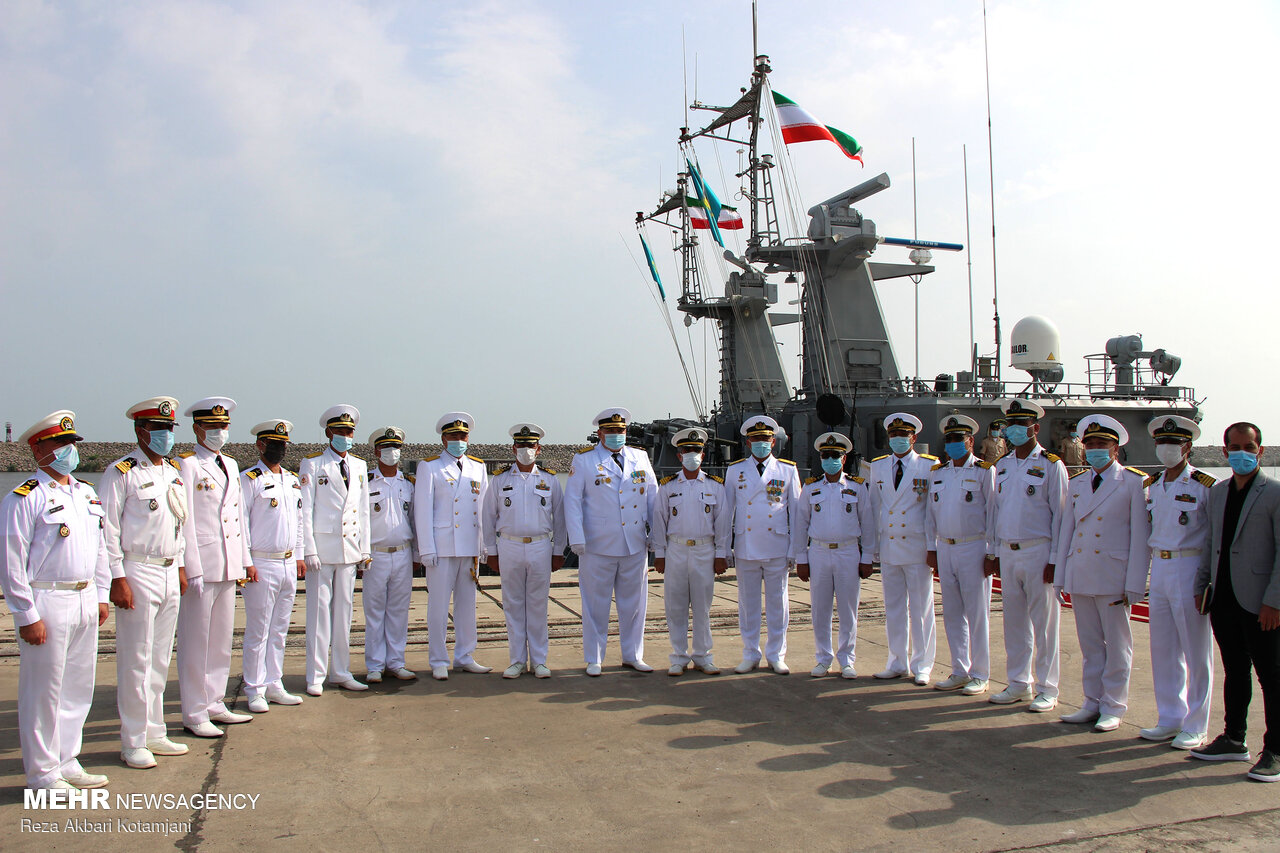
Un gruppo di ufficiali navali kazaki durante una visita a Bandar-e Anzali in Iran nel 2021

Il Kazakistan proclamò la sua indipendenza il 16 dicembre 1991 nell'ambito dei tumultuosi eventi della dissoluzione dell'Unione Sovietica, iniziando a organizzare proprie forze armate nazionali autonome sfruttando principalmente la cessione di armi e attrezzature delle forze armate sovietiche. Un primo embrione di forza navale venne costituito nel 1993, come comando di difesa costiero subordinato allo stato maggiore dell'Esercito kazako; le Forze Navali kazake furono innalzate al rango di forza armata autonoma solo nel 2003, e dal 2008 vennero rette da un proprio capo di stato maggiore con il grado di viceammiraglio.
Le dotazioni iniziali delle Forze Navali kazake erano costituite da rimasugli della Flottiglia del Caspio sovietica recuperati dagli scali portuali del paese: entro il 1996 erano state rimesse in efficienza quattro obsolete motovedette d'altura e due piccoli pattugliatori costieri della classe Zhuk. Accordi di cooperazione con gli Stati Uniti d'America in merito allo smaltimento controllato del materiale nucleare e delle armi atomiche ex-sovietiche presenti in Kazakistan fruttarono un limitato aiuto statunitense alla piccola marina, rappresentato dalla cessione di una motovedetta e cinque RHIB; un accordo con la Turchia portò invece alla cessione di una cannoniera classe AB-25 vecchia di una trentina d'anni, più una seconda unità impiegata come fonte di pezzi di ricambio. La disponibilità dei cantieri navali della Ural Plant Zenith di Oral consentì invece la costruzione in loco di una decina di motovedette di progettazione kazaka, in parte condivise con la componente navale delle Guardie di frontiera attiva dal 1996 e competente per le funzioni di guardia costiera.
La creazione di una Marina militare autonoma portò a un programma di nuove acquisizioni a partire dalla seconda metà degli anni 2000, rimasto comunque molto contenuto quanto a numeri e taglia delle unità. Nel 2006 furono acquistate tre motocannoniere della classe Chamsuri, cedute di seconda mano dalla Marina militare sudcoreana e rimaste in servizio per un decennio. Un programma di acquisizione di unità lanciamissili di costruzione russa rimase alla fine lettera morta, e dalla Russia furono acquistati solo la piccola nave da ricerca idrografica Zhaiyk (costruita nei cantieri navali di Astrachan' e consegnata nel 2008) e due dragamine costieri della classe Lida (un'unità consegnata nel 2017 e la seconda in opzione), trasformati in cacciamine tramite l'aggiunta di sensori e ROV di provenienza occidentale. Nel 2020 infine furono acquistate sei motovedette classe Shaldag di progettazione israeliana, costruite nei cantieri dell'Azerbaigian.

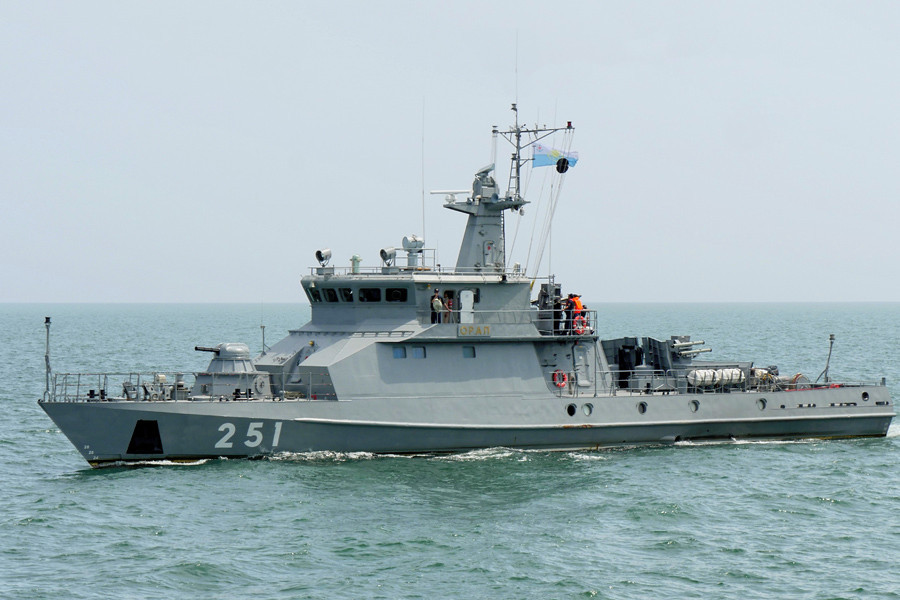
La motomissilistica Oral, della classe Kazakistan, in navigazione nel 2016

L'industria navale kazaka di Oral fornì alle Forze Navali, tra il 2008 e il 2016, un ulteriore lotto di dieci motovedette, in parte distribuite anche alla guardia costiera come i sei guardacoste classe Sardar di progettazione nazionale, entrati in linea tra il 2008 e il 2019. Il programma più importante riguardò la realizzazione, sempre a opera della Ural Plant Zenith, di quattro motocannoniere missilistiche della classe Kazakistan, consegnate tra il 2013 e il 2017: le unità, prime navi kazake dotate di armamento missilistico, imbarcano un lanciatore per missili antinave RK-2V Barrier e un lanciatore per missili antiaerei a corto raggio Igla, entrambi forniti dall'ucraina Luch Design Bureau. Lo stesso scafo delle unità classe Kazakistan è stato poi impiegato per realizzare i cinque pattugliatori d'altura classe Bars, identici alle precedenti ma dotati solo di armamento di artiglieria.

## Struttura
Le Forze Navali kazake contano circa 3000 effettivi in servizio attivo, ripartiti su un comando di flotta su tre divisioni di sorveglianza costiera, una brigata di fanteria di marina (priva però di navi da guerra anfibia dedicate), un reparto di forze speciali e un reggimento di difesa costiera dotato di impianti radar e missili antinave basati a terra. Il quartier generale è situato ad Aktau, sede anche di un'accademia navale chiusa però nel 2011; basi secondarie sono allestite negli scali portuali di Bautino e Atyrau, mentre il progressivo prosciugamento del Lago d'Aral ha portato all'abbandono della base di Aral sulla costa settentrionale del bacino.